# 노지리정
노지리정(일본어: 野尻町)은 미야자키현의 중앙부에 있었던 니시모로카타군의 정이다. 2010년 3월 23일에 서쪽으로 인접하는 고바야시시에 편입되어 지역 자치구 "노지리 정"이 되었다.

## 지리
동서로 길고 남북으로 짧은 지형으로, 북쪽은 규슈 산지로 연결되는 산맥이고 중앙은 몇 개의 시라스 대지를 형성하며 남쪽은 이와세 강·오요도 강이 경계가 이루는 북고남저의 지형이다.

### 인접한 자치체
- 미야자키시
- 미야코노조시
- 고바야시시
- 니시모로카타군 다카하루정
- 히가시모로카타군 아야정

## 역사
휴가국 설치 당초에는 모로카타 군에 속했고 가마쿠라 시대에는 시마즈 장원에 속했다. 센고쿠 시대에는 이토 씨의 지배하에 있었지만 1577년에는 시마즈 씨의 지배를 받게되었다. 에도 시대에는 사쓰마번령이 되어 노지리 외성(향)으로서 통치되었다.
폐번치현 후에는 가고시마 현→미미쓰 현→미야코노조 현→미야자키 현→가고시마 현을 거쳐 1883년에 미야자키 현 소속이 되었고 이듬해인 1884년에 기타모로카타 군의 분할에 의해 니시모로카타군에 속하게 되었다.
- 1889년 4월 1일 - 정촌제 시행에 의해 노지리 촌이 성립하였다.
- 1948년 4월 1일 - 촌역의 일부를 분할해 가미야 촌이 성립하였다.
- 1955년 2월 11일 - 노지리 촌·가미야 촌이 대등 합병해 노지리 정이 성립하였다.
- 2010년 3월 23일 - 고바야시시에 편입 합병되어 고바야시 시의 지역 자치구 "노지리 정"이 되었다.

## 경제
주요 산업은 농업, 임업이다.

## 교통

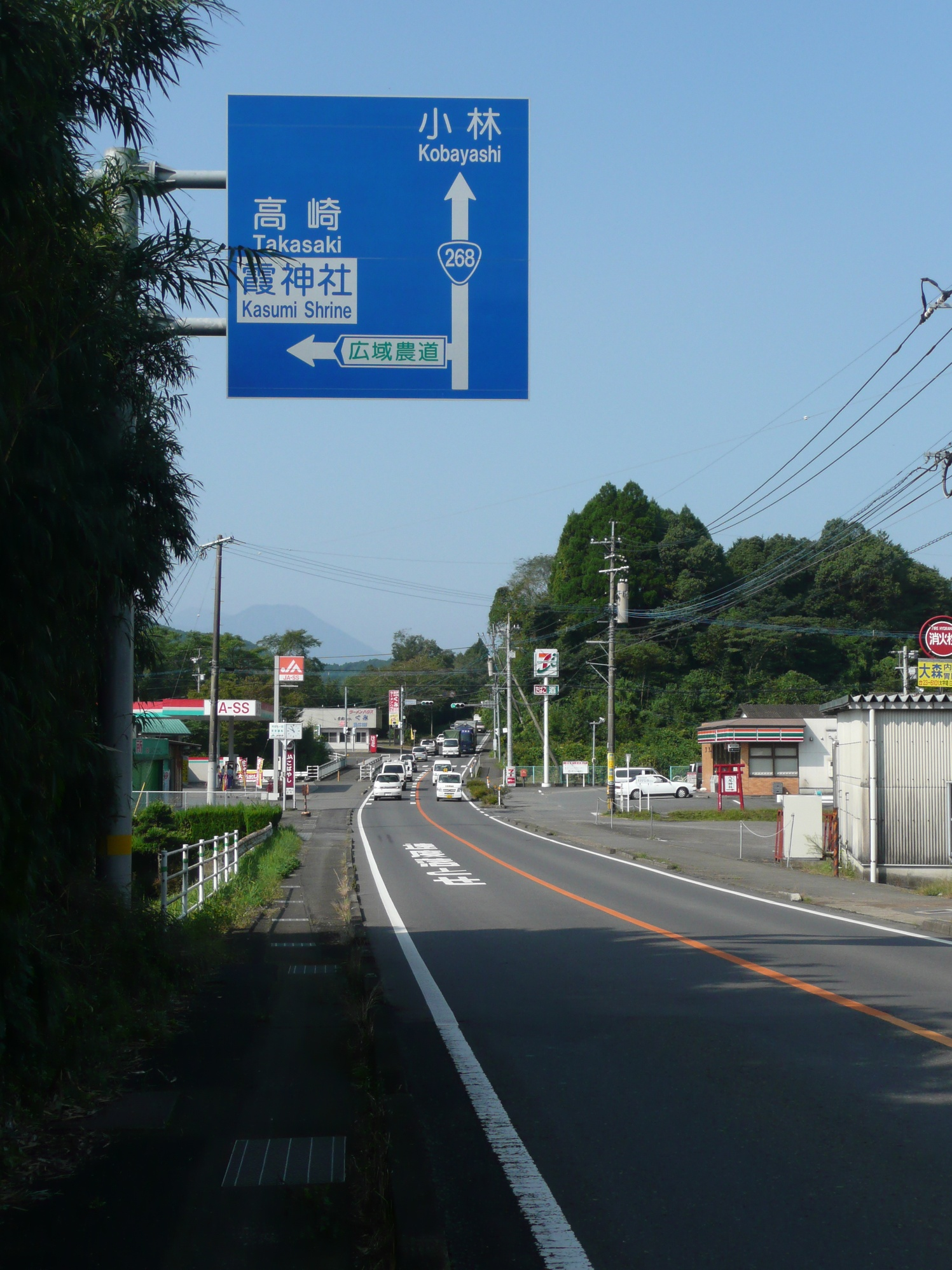
정내를 횡단하는 국도 268호선

### 도로
- 국도 268호선

## 자매 도시
- 일본 이시카와현 호스군 노토정